# Historia de Mongolia

Visión artística de Gengis Kan.

La zona de la actual Mongolia ha sido gobernada por diversos imperios nómadas, incluyendo los Estados de Xiongnu, Xianbei, Rouran, el Kanato túrquico, entre otros. Estos funcionaban como confederaciones, puesto que se mantenían la mayoría de aspectos nómadas y tribales. 
En 1206, los mongoles fueron unificados por Gengis Kan, fundador del Imperio mongol. Los mongoles conquistaron casi toda la totalidad del continente asiático, pero su imperio se fragmentó tras menos de un siglo de existencia debido a los conflictos internos por el poder y la misma inmensidad del Imperio. El poder mongol se concentró en China, donde establecieron la Dinastía Yuan. Durante este periodo, el Budismo tibetano se convirtió en la religión oficial de los mongoles.
El Gran Yuan cayó en 1368 y los mongoles se retiraron a las estepas, donde establecieron el Yuan del Norte. El Imperio chino de los Qing conquistó toda Mongolia en 1759 tras siglos de progresiva expansión, iniciando un largo periodo de dominación extranjera. Con la Revolución de Xinhai y la proclamación de la República de China en 1912, Mongolia obtuvo su independencia en la forma del Kanato de Mongolia. Tras la invasión soviética de 1924, el kanato fue reemplazado por la República Popular de Mongolia. La actual Mongolia nació el 2 de febrero de 1992, con la implementación de la Constitución de Mongolia.

## Prehistoria
El clima de Asia Central se volvió seco tras la gran colisión tectónica entre la Placa India y la Placa Euroasiática. Este impacto levantó la enorme cadena de montañas conocida como Himalaya. El Himalaya, el Gran Khingan y el Pequeño Khingan actúan como un alto muro que impide que el clima cálido y húmedo penetre en Asia Central. Muchas de las montañas de Mongolia se formaron durante el Neógeno tardío y el Cuaternario temprano. El clima mongol era más húmedo hace cientos de miles de años. Mongolia es conocida por ser fuente de inestimables descubrimientos paleontológicos. Los primeros huevos de dinosaurio confirmados científicamente se encontraron en Mongolia durante la expedición de 1923 del Museo Americano de Historia Natural, dirigido por Roy Chapman Andrews.
Durante el Eoceno medio y tardío. Mongolia fue el hogar de muchos mamíferos del Paleógeno, entre los que destacan Sarkastodon y Andrewsarchus.
El Homo erectus posiblemente habitó Mongolia hace 800.000 años, pero aún no se han encontrado fósiles de Homo erectus en Mongolia. Se han encontrado herramientas de piedra en el sur, en la región del Gobi, que podrían datar de hace 800.000 años. Importantes yacimientos prehistóricos son el Paleolítico Dibujos rupestres de la Khoid Tsenkheriin Agui (Cueva del Norte de Azul) en la provincia de Khovd, y la Tsagaan Agui (Cueva Blanca) en la provincia de Bayankhongor. Se ha encontrado un asentamiento agrícola neolítico en la provincia de Dornod. Los hallazgos contemporáneos del oeste de Mongolia sólo incluyen campamentos temporales de cazadores y pescadores. La población durante la Edad del Cobre ha sido descrita como "paleomongólido" en el este de lo que hoy es Mongolia, y como "európida" en el oeste. El nomadismo a caballo ha sido documentado por evidencias arqueológicas en Mongolia durante la cultura Afanasevo de la Edad del Cobre y del Bronce (3500-2500 a. C.).
La cultura de las tumbas de losa de finales de la Bronce y principios de la Edad del Hierro, emparentada con los proto-mongoles, se extendió por el norte, centro y este de Mongolia,
Mongolia Interior, Noroeste de China (Xinjiang, Montañas Qilian, etc.), Manchuria, Khingan Menor, Buriatia, Óblast de Irkutsk y Zabaykalsky Krai. Esta cultura es el principal hallazgo arqueológico de la Edad de Bronce de Mongolia.

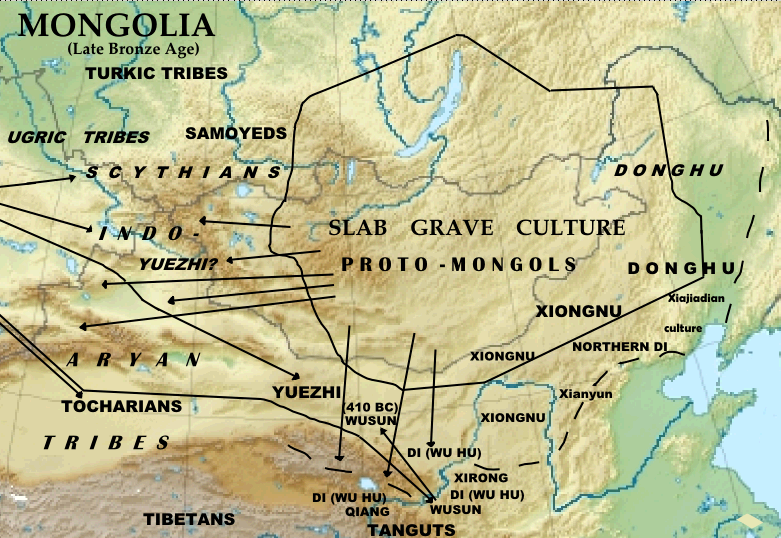
El área geográfica que abarcó la cultura Slab Grave.

Las piedras de ciervo (también conocidas como piedras de reno) y los omnipresentes Khirigsüürs (pequeños kurgans) probablemente sean de esta época; otras teorías datan las piedras de ciervo en los siglos VII u VIII a. C. Las piedras de ciervo son antiguos megalitoss tallados con símbolos que pueden encontrarse por toda Eurasia central y oriental, pero se concentran sobre todo en Siberia y Mongolia. La mayoría de las piedras de ciervo se encuentran asociadas a tumbas antiguas; se cree que las piedras son los guardianes de los muertos. En Mongolia se conocen unas 700 piedras de ciervo de un total de 900 que se han encontrado en Asia Central y el sur de Siberia. Aún se desconoce su verdadera finalidad y sus creadores. Algunos investigadores afirman que las piedras de ciervo tienen sus raíces en el chamanismo y se cree que fueron colocadas durante la Edad de Bronce, alrededor del año 1000 a. C., y que podrían marcar las tumbas de personas importantes. Es probable que los habitantes posteriores de la zona las reutilizaran para marcar sus propios túmulos funerarios, y quizá con otros fines. En Mongolia, la zona del lago Baikal y las Sayan y montañas Altái se conocen 550, 20, 20 y 60 piedras de ciervo, respectivamente. Además, hay otras 20 piedras de ciervo en Kazajistán y Oriente Próximo (Samashyev 1992) y 10 más al oeste, concretamente en Ucrania y partes de la Federación Rusa, incluidas las provincias de Oren burg y el Cáucaso, y cerca del río Elba (Historia de Mongolia 2003). Según H.L. Chlyenova, la imagen artística del ciervo procede de la tribu Sak y sus ramas (Chlyenova 1962). Volkov cree que algunos de los métodos de elaboración del arte en piedra del ciervo están estrechamente relacionados con los escitas (Volkov 1967), mientras que el arqueólogo mongol D. Tseveendorj considera que el arte en piedra del ciervo se originó en Mongolia durante la Edad de Bronce y se extendió después a Tuvá y la zona del Baikal (Tseveendorj 1979).
Cerca de Ulaangom se ha desenterrado un vasto complejo funerario de la Edad de Hierro de los siglos V-III, que más tarde también utilizaron los xiongnu.
Antes del siglo XX, algunos estudiosos suponían que los escitas descendían del pueblo mongol. La comunidad escita habitó Mongolia occidental en los siglos V-VI. En 2006, se encontró en las Montañas Altái, Mongolia, la momia de un guerrero escita, que se cree que tenía unos 2.500 años, era un hombre de entre 30 y 40 años con el pelo rubio.
En tiempos históricos los nómadas euroasiáticos se concentraban en las tierras esteparias de Asia Central. Además, se supone que los pueblos túrquicos siempre habitaron la parte occidental, los mongoles la central y los pueblos tungúsicos la oriental de la región.
Hacia el siglo VIII a. C., los habitantes de la parte occidental de Mongolia eran evidentemente nómadas indoeuropeos migrantes, ya fueran escitas
 o Yuezhi. En las partes central y oriental de Mongolia había muchas otras tribus que eran principalmente mongoles en sus características etnológicas.
Con la aparición de las armas de hierro en el siglo III a. C., los habitantes de Mongolia habían empezado a formar alianzas entre clanes y llevaban un estilo de vida de cazadores y pastores. Los orígenes de los habitantes más modernos se encuentran entre los cazadores del bosque y las tribus nómadas de Asia Interior. Habitaban un gran arco de tierra que se extendía generalmente desde la Península de Corea al este, a través de la franja septentrional de China hasta el actual Kazajistán y hasta las Montañas Pamir y el Lago Balkash al oeste. Durante la mayor parte de la historia documentada, ésta ha sido una zona en constante ebullición de la que surgieron numerosas migraciones e invasiones hacia el sureste (hacia China), hacia el suroeste (hacia Transoxiana-el actual Uzbekistán, Irán e India) y hacia el oeste (a través de Escitia hacia Europa).

## Historia
La zona de la actual Mongolia ha sido habitada por grupos de nómadas desde la Antigüedad. La población antigua tenía un estilo de vida nómada, eran cazadores y vivían una vida bastante cerrada.

### Estado de Xiongnu (209 a.C. – 93 d.C.)
El establecimiento del imperio de xiongnu en Mongolia en el siglo III a. C., marca el inicio de la condición de Estado en el territorio de Mongolia.

### Estado de Xianbei (93–234)
El xianbei ganó fuerza a partir del siglo I d. C. y se consolidaron en un estado bajo Tanshihuai en 147.
El xianbei estableció un imperio, que en su corta duración, dio lugar a numerosos estados tribales a lo largo de la frontera china. Entre estos estados fue el de la Toba (T'o-pa en Wade-Giles), un subgrupo de la xianbei, en la China moderna provincia de Shanxi.

### Estado de Rouran (330–554)
Una rama de la xianbei, el Rouran (también conocido como Nirun) se consolidó bajo Mugulyu.

### Estado Kitán (906–1125)
Los kitán fueron un grupo étnico proto-mongol que dominó gran parte de Manchuria. Está clasificado como uno de los grupos étnicos tunguses (東胡族; dōnghú zú), actualmente denominados ewenki.
En el 907 establecieron en el norte de China la dinastía Liao hasta el 1125, cuando fue derrocada por los yurchen, que establecieron la dinastía Jin en la zona conquistada. Después de la caída de la dinastía Liao en 1125 D. C., muchos kitán emigraron al oeste donde establecieron el estado Kara-Kitán, finalmente destruido por Genghis Kan en 1218.

### Imperio mongol (1206–1368)
En el año 1206, se formó un estado mongol basado en agrupaciones tribales nómadas que se encontraban bajo el liderazgo de Gengis Kan. Kan y sus sucesores más inmediatos conquistaron prácticamente la totalidad de Asia y la Rusia europea, enviando ejércitos incluso a sitios tan lejanos como Europa Central o el sureste asiático. El nieto de Gengis Kan, Kublai Kan, quien conquistó China y estableció la dinastía Yuan (1279-1368), ganó una gran fama en Europa debido a los escritos de Marco Polo.

### Dominio chino (1368–1911)
Aunque las confederaciones mongolas ejercían un gran poder político sobre sus territorios conquistados, su fuerza declinó rápidamente después de que la dinastía mongola en China fuese derrocada en 1368. Los Manchúes, un grupo tribal que conquistó China en el año 1644 y formó la dinastía Qing, consiguieron mantener bajo su control a Mongolia en 1691 con el nombre de Mongolia Exterior, cuando los nobles mongoles Jalja pronunciaron un juramento de lealtad al emperador manchú. Los gobernantes mongoles de Mongolia Exterior disfrutaron de una considerable autonomía bajo el reinado Manchú. Los chinos se liberan de Mongolia, recuperando su independencia, reclaman a Mongolia Exterior que tras el establecimiento de la república han faltado a su juramento. En 1727, Rusia y la China Manchú concluyeron el Tratado de Jyakta, que establecía las fronteras entre China y Mongolia, las cuales existen en gran parte al día de hoy.

### Modernidad
Durante la Segunda Guerra Mundial, la URSS defendió a Mongolia de Japón. La república de Mongolia fue reconocida como tal tanto por la República de China como por la República Popular China tras la guerra, pero Mongolia se alineó en el bando soviético tras la ruptura sino-soviética de 1958, albergando muchas bases militares soviéticas durante la Guerra Fría. Mongolia entró en las Naciones Unidas en 1961.

### Democracia
Una modesta reunión organizada por la Unión Democrática Mongola el 10 de diciembre de 1989 marca el inicio del Movimiento Democrático en Mongolia. En las reuniones posteriores participó un número cada vez mayor de simpatizantes. El 4 de marzo de 1990 se celebró un mitin con la participación de 100.000 personas en la plaza del cine Yalalt, ahora conocida como la Plaza de la Libertad. La reunión se convirtió en manifestación, marchando hasta la Casa del Gobierno, que entonces albergaba el Gran Hural del Pueblo, el Consejo de Ministros y la sede del MPRP. Los manifestantes exigieron la dimisión del Buró Político del MPRP, la formación de un Hural Popular Provisional durante el mes de marzo y la separación del MPRP del gobierno; entregaron su petición a un representante del gobierno.
La negativa del gobierno comunista a estas peticiones condujo a una huelga de hambre del 7 al 10 de marzo de 1990 por parte de varios activistas de la Unión Democrática Mongola, que desembocó en la dimisión del Buró Político del MPRP y en negociaciones para llevar a cabo reformas políticas.
Las primeras elecciones democráticas en Mongolia se celebraron en julio de 1990. La República Popular de Mongolia dejó de existir oficialmente el 13 de febrero de 1992. Y se crea una nueva constitución en 1992 que creó un estado híbrido presidencial/parlamentario, Mongolia celebró sus primeras elecciones presidenciales el 6 de junio de 1993.
El 3 de octubre de 2002 el Ministerio de Asuntos Exteriores de la Reúblia China anunció que Taiwán reconoce a Mongolia como país independiente, aunque no se tomaron medidas legislativas para abordar las preocupaciones sobre sus reclamaciones constitucionales a Mongolia. Las oficinas creadas para apoyar las reclamaciones de Taipéi sobre Mongolia Exterior, como la Comisión de Asuntos Mongoles y Tibetanos, permanecen inactivas.
En junio de 2021, el ex primer ministro Ukhnaa Khurelsukh, candidato del gobernante Partido Popular de Mongolia (MPP), se convirtió en el sexto presidente elegido democráticamente del país tras ganar las elecciones presidenciales.